# Verena Wohlleben
Verena Wohlleben (* 8. Juni 1944 in Königsberg, Ostpreußen; geborene Schneiderheinze) ist eine deutsche Politikerin (SPD).
Verena Wohlleben machte nach der mittleren Reife eine Ausbildung zur Bürokauffrau an der Abendschule, anschließend studierte sie Betriebswirtschaftslehre an der DAA Nürnberg und arbeitete als selbständige Kauffrau.
Sie trat 1969 in die SPD ein, war von 1978 bis  1996 Stadträtin der Stadt Lauf an der Pegnitz und Kreisrätin des Landkreises Nürnberger Land und von 1990 bis 2005 Mitglied des Deutschen Bundestags.
Sie hat zwei Töchter. Für ihre Verdienste wurde Wohlleben 2004 mit dem Bayerischen Verdienstorden ausgezeichnet. 2007 erhielt sie das Bundesverdienstkreuz am Bande.